# Dynatosoma inaequale
Dynatosoma inaequale är en tvåvingeart som beskrevs av Gabriel Strobl 1897. Dynatosoma inaequale ingår i släktet Dynatosoma och familjen svampmyggor. Inga underarter finns listade i Catalogue of Life.